# Vasastil

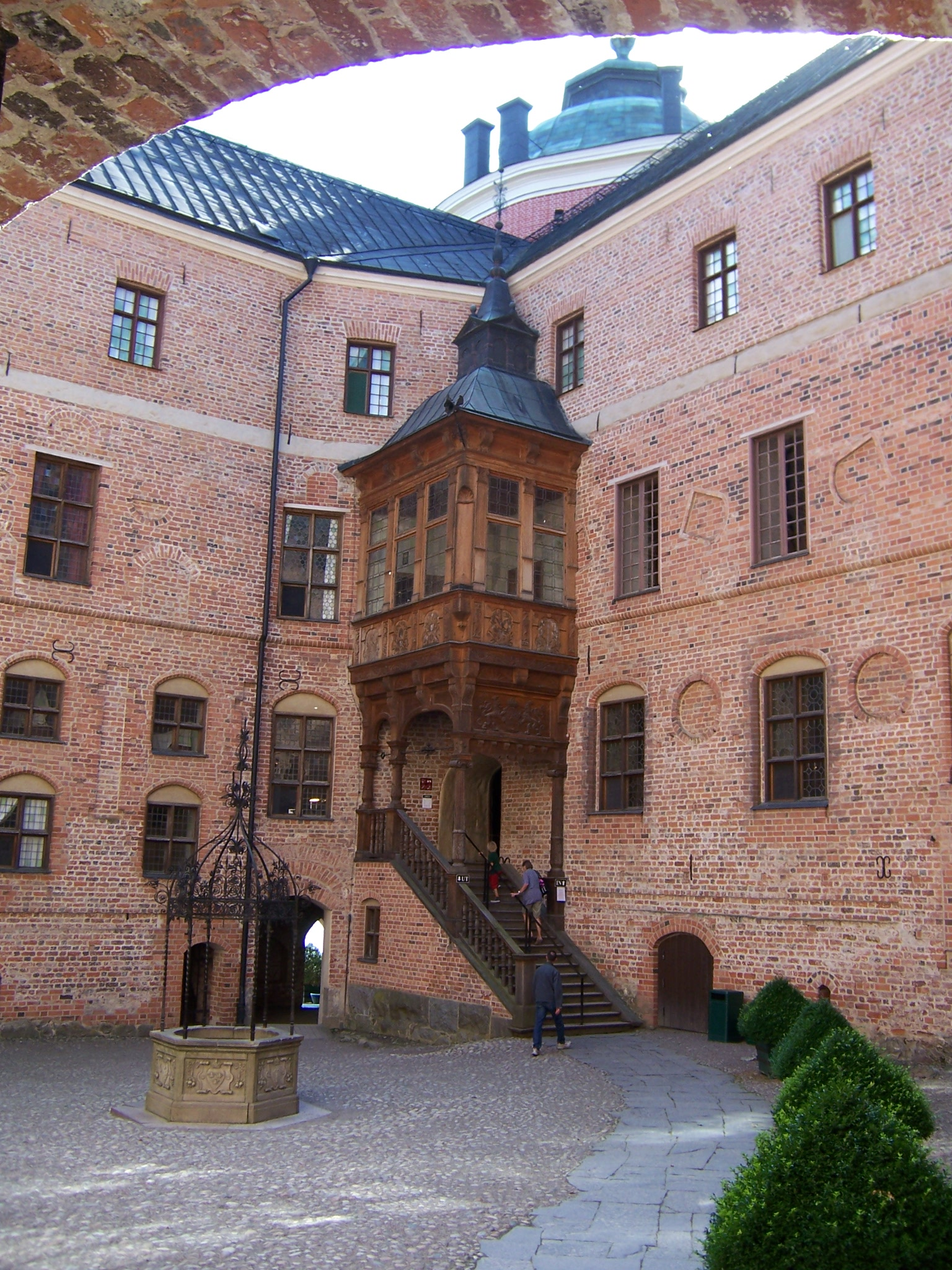
Inre borggården på Gripsholms slott, exempel på Vasastil.

Vasastil är en beteckning för den stil i svensk arkitektur och dekoration, som utmärkte perioden från 1520-talet till 1600-talets mitt, alltså Vasatiden. Stilen är påverkad av renässansen.
De borgar och slottsanläggningar, som Gustav Vasa lät bygga på 1500-talets mitt karakteriseras av runda, utspringande hörntorn, mellan vilka bostadslängor reste sig kring en fyrkantig gård. I den kyrkliga arkitekturen dominerar den spetsbågiga konstruktionen både i valv och fönster ända till in på 1600-talet. Sankt Jacobs kyrka i Stockholm är ett typiskt exempel på vasastilen. I interiören framträdde vasastilen redan strax efter 1500-talets mitt med fullt utpräglade renässansformer, exempelvis Kalmar slott, Örebro slott, Vadstena slott och Gripsholms slott.
Vasastilen fick en pånyttfödelse kring sekelskiftet 1900. Exempel på detta är Villa Lagercrantz, Djursholm (1905-1910) och Stockholms rådhus (1908-1915) samt ombyggnaden av Kobergs slott under 1890-talet.